# Urlați
Urlați est une ville roumaine du județ de Prahova, dans la région historique de Valachie et dans la région de développement du Sud.

## Géographie
La ville de Urlați est située dans l'est du département, sur les rives de la rivière Cricovul Sărat, dans la Plaine de Munténie, à 20 km au nord-est de Ploiești, le chef-lieu du département.
La municipalité est composée de la ville elle-même et des localités suivantes (population en 1992) :
- Arioneștii Noi ;
- Arioneștii Vechi ;
- Cherba ;
- Jercălăi ;
- Mărunțiș ;
- Orzoaia de Jos ;
- Orzoaia de Sus ;
- Schiau ;
- Ulmi ;
- Urlațti (8 397) ;
- Valea Bobului ;
- Valea Crângului ;
- Valea Mieilor ;
- Valea Nucetului ;
- Valea Pietrei ;
- Valea Serman ;
- Valea Urloii.

## Histoire
La première mention écrite de la ville date de 1515.

## Politique
Le Conseil Municipal d'Urlați compte 17 sièges de conseillers municipaux. À l'issue des élections municipales de juin 2008, Marian Măchițescu (PNL) a été élu maire de la commune.
| Parti                          | Nombre de conseillers |
| ------------------------------ | --------------------- |
| Parti national libéral (PNL)   | 9                     |
| Parti social-démocrate (PSD)   | 5                     |
| Parti démocrate-libéral (PD-L) | 3                     |

## Religions
En 2002, la composition religieuse de la commune était la suivante :
- Chrétiens orthodoxes, 99,04 % ;
- Chrétiens évangéliques, 0,42 % ;
- Adventistes du septième jour, 0,24 %.

## Démographie
En 2002, la commune comptait 11 589 Roumains (98,41 %) et 178 Tsiganes (1,51 %).
| 1860  | 1900  | 1912  | 1930  | 1948  | 1956  | 1966  | 1977   | 2002   |
| ----- | ----- | ----- | ----- | ----- | ----- | ----- | ------ | ------ |
| 1 645 | 4 500 | 4 440 | 4 889 | 6 661 | 8 658 | 9 514 | 10 220 | 11 776 |

| 2007   | - | - | - | - | - | - | - | - |
| ------ | - | - | - | - | - | - | - | - |
| 11 430 | - | - | - | - | - | - | - | - |

## Économie
L'économie de la commune repose sur l'agriculture (grande culture, viticulture, apiculture), l'élevage et l'industrie.

## Communications

### Routes
Urlați est située à 4 km par la route DJ102C de la route nationale DN1B Ploiești-Buzău et de la route nationale DN1D Ploiești-Urziceni.

### Voies ferrées
La gare la plus proche est celle de Cricov (6 km) sur la ligne Ploiești-Buzău.

## Lieux et monuments
- Manoir Bellu, musée d'histoire et d'ethnographie. Le musée est né en 1953 des collections d'Alexandru Bellu, léguées à l'Académie roumaine en 1926 et installé dans la demeure familiale[7].
- Église en bois des Sts Archanges Michel et Gabriel de 1731 située dans l'ermitage Ste Marie au monastère de Jercălăi[8].
- Église en bois de la Dormition de la Vierge de 1753.
- Église des Sts Voïvodes de 1759-1761.